# Premi Goya 2010
La cerimonia di premiazione della 24ª edizione dei Premi Goya si è svolta il 14 febbraio 2010 al Palacio de Congresos di Madrid.

## Vincitori e candidati
I vincitori sono indicati in grassetto, a seguire gli altri candidati.

### Miglior film
- Cella 211 (Celda 211), regia di Daniel Monzón
- Agora, regia di Alejandro Amenábar
- El baile de la Victoria, regia di Fernando Trueba
- Il segreto dei suoi occhi (El secreto de sus ojos), regia di Juan José Campanella

### Miglior regista
- Daniel Monzón - Cella 211 (Celda 211)
- Alejandro Amenábar - Agora
- Fernando Trueba  - El baile de la Victoria
- Juan José Campanella - Il segreto dei suoi occhi (El secreto de sus ojos)

### Miglior attore protagonista
- Luis Tosar - Cella 211 (Celda 211)
- Jordi Mollà - El cónsul de Sodoma
- Ricardo Darín - Il segreto dei suoi occhi (El secreto de sus ojos)
- Antonio de la Torre - Gordos

### Migliore attrice protagonista
- Lola Dueñas - Yo, también
- Rachel Weisz - Agora
- Penélope Cruz - Gli abbracci spezzati (Los abrazos rotos)
- Maribel Verdú  - Segreti di famiglia (Tetro)

### Miglior attore non protagonista
- Raúl Arévalo - Gordos
- Antonio Resines - Cella 211 (Celda 211)
- Carlos Bardem - Cella 211 (Celda 211)
- Ricardo Darín - El baile de la Victoria

### Migliore attrice non protagonista
- Marta Etura - Cella 211 (Celda 211)
- Vicky Peña - El cónsul de Sodoma
- Pilar Castro - Gordos
- Verónica Sánchez - Gordos

### Miglior attore rivelazione
- Alberto Ammann - Cella 211 (Celda 211)
- Fernando Albizu - Gordos
- Gorka Otxoa - Pagafantas
- Pablo Pineda - Yo, también

### Migliore attrice rivelazione
- Soledad Villamil - Il segreto dei suoi occhi (El secreto de sus ojos)
- Blanca Romero - After
- Leticia Herrero - Gordos
- Nausicaa Bonnin - Tres dies amb la família

### Miglior regista esordiente
- Mar Coll - Tres dies amb la família
- David Planell - La vergüenza
- Borja Cobeaga - Pagafantas
- Antonio Naharro e Álvaro Pastor - Yo, también

### Miglior sceneggiatura originale
- Mateo Gil e Alejandro Amenábar - Agora
- Alberto Rodríguez Librero e Rafael Cobos - After
- Daniel Sánchez Arévalo - Gordos
- Pedro Almodóvar - Gli abbracci spezzati (Los abrazos rotos)

### Miglior sceneggiatura non originale
- Daniel Monzón e Jorge Guerricaechevarría - Cella 211 (Celda 211)
- Fernando Trueba, Antonio Skármeta e Jonás Trueba - El baile de la Victoria
- Joaquín Górriz Portella, Miguel Dalmau, Sigfrid Monleón e Miguel Ángel Fernández - El cónsul de Sodoma
- Eduardo Sacheri e Juan José Campanella - Il segreto dei suoi occhi (El secreto de sus ojos)

### Miglior produzione
- José Luis Escolar - Agora
- Alicia Tellería - Cella 211 (Celda 211)
- Cristina Zumárraga - Che - Guerriglia (Guerrilla)
- Eduardo Castro - El baile de la Victoria

### Miglior fotografia
- Xavi Giménez - Agora
- Álex Catalán - After
- Carles Gusi - Cella 211 (Celda 211)
- Félix Monti - Il segreto dei suoi occhi (El secreto de sus ojos)

### Miglior montaggio
- Mapa Pastor - Cella 211 (Celda 211)
- Nacho Ruiz Capillas - Agora
- Carmen Frías - El baile de la Victoria
- Nacho Ruiz Capillas - Gordos

### Miglior colonna sonora
- Alberto Iglesias - Gli abbracci spezzati (Los abrazos rotos)
- Dario Marianelli - Agora
- Roque Baños - Cella 211 (Celda 211)
- Federico Jusid - Il segreto dei suoi occhi (El secreto de sus ojos)

### Miglior canzone
- Yo también di Guille Milkyway - Yo, también
- Agallas vs. Escamas di J Echaniz, JA Gil, X.Font e A.Vaquero - Agallas
- Stick it to the man di Tom Cawte - Planet 51
- Spanish Song di Sergio Baigorri, Ernesto Carrera, Juan José Contreras, Rubén Durán, Rebeca Gismero, Gorka Hernando, Daniel Maldonado, Laura Nadal, Roberto Pacheco e Ignacio Villamor - Spanish Movie

### Miglior scenografia
- Guy Hendrix Dyas - Agora
- Antón Laguna - Cella 211 (Celda 211)
- Verónica Astudillo - El baile de la Victoria
- Marcelo Pont - Il segreto dei suoi occhi (El secreto de sus ojos)

### Migliori costumi
- Gabriella Pescucci - Agora
- Lala Huete - El baile de la Victoria
- Cristina Rodríguez - El cónsul de Sodoma
- Sonia Grande - Gli abbracci spezzati (Los abrazos rotos)

### Miglior trucco e acconciatura
- Jan Sewell e Suzanne Stokes-Munton - Agora
- Raquel Fidalgo e Inés Rodríguez - Cella 211 (Celda 211)
- José Antonio Sánchez e Paquita Núñez - El cónsul de Sodoma
- Ana Lozano e Massimo Gattabrusi - Gli abbracci spezzati (Los abrazos rotos)

### Miglior sonoro
- Sergio Burmann, Jaime Fernández, Carlos Faruolo - Cella 211 (Celda 211)
- Peter Glossop e Glenn Freemantle - Agora
- Pierre Gamet, Nacho Royo-Villanova e Pelayo Gutiérrez - El baile de la Victoria
- Aitor Berenguer, Marc Orts e Fabiola Ordoyo - Map of the Sounds of Tokyo

### Migliori effetti speciali
- Chris Reynolds e Félix Bergés - Agora
- Raúl Romanillos e Guillermo Orbe - Cella 211 (Celda 211)
- Salvador Santana e Àlex Villagrasa - Rec 2
- Pau Costa e Lluís Castells - Spanish Movie

### Miglior film d'animazione
- Planet 51, regia di Jorge Blanco, Javier Abad e Marcos Martínez
- Animal Channel, regia di Maite Ruiz de Austri
- Cher Ami, regia di Miquel Pujol Lozano
- Pérez, el ratoncito de tus sueños 2, regia di Andrés G. Schaer

### Miglior documentario
- Garbo, el hombre que salvó el mundo, regia di Edmon Roch Colom
- Cómicos, regia di Ana Pérez e Marta Arribas
- La mirada de Ouka Leele, regia di Rafael Gordon
- Últimos Testigos: Fraga Iribarne - Carrillo, Comunista, regia di José Luis López-Linares e Manuel Martín Cuenca

### Miglior film europeo
- The Millionaire (Slumdog Millionaire), regia di Danny Boyle
- Giù al Nord (Bienvenue chez les Ch'tis), regia di Dany Boon
- Lasciami entrare (Låt den rätte komma in), regia di Tomas Alfredson
- La classe - Entre les murs (Entre les murs), regia di Laurent Cantet

### Miglior film straniero in lingua spagnola
- Il segreto dei suoi occhi (El secreto de sus ojos), regia di Juan José Campanella
- Dawson Isla 10, regia di Miguel Littín
- Gigante, regia di Adrián Biniez
- Il canto di Paloma (La teta asustada), regia di Claudia Llosa

### Miglior cortometraggio di finzione
- Dime que yo, regia di Mateo Gil
- La Tama, regia di Martín Costa
- Lala, regia di Esteban Crespo García
- Terapia, regia di Nuria Verde

### Miglior cortometraggio documentario
- Flores de Ruanda, regia di David Muñoz López
- Doppelgänger, regia di Oscar de Julián
- En un lugar del cine, regia di Eduardo Cardoso
- Luchadoras (Mujeres en México), regia di Benet Román

### Miglior cortometraggio d'animazione
- The Lady and the Reaper, regia di Javier Recio Gracia
- Alma, regia di Rodrigo Blaas
- Margarita, regia di Álex Cervantes
- Tachaaan!, regia di Rafael Cano, Miguel Ángel Bellot e Carlos del Olmo

### Premio Goya alla carriera
- Antonio Mercero